# Auclair
Auclair es un municipio canadiense situado en la provincia de Quebec.

## Superficie
Auclair tiene una superficie de 105,78 km².

## Demografía
En 2021, tenía 447 habitantes, una densidad poblacional de 4,2 hab./km², y 264 viviendas.